# Åbo, Åre kommun
Åbo är en by i Åre distrikt (Åre socken) i Åre kommun, Jämtlands län (Jämtland). Byn ligger vid länsväg 336, på östra sidan av Summelsjön, nära gränsen till Norge.